# Tvillingarnas hemlighet
Tvillingarnas hemlighet (tyska: Das doppelte Lottchen) är en tysk komedifilm från 1950 i regi av Josef von Báky.
Erich Kästner skrev manus, baserad på sin barnbok Dubbel-Lotta.

## Rollista i urval
- Jutta Günther - Lotte Körner
- Isa Günther - Luise Palfy
- Antje Weisgerber - Luiselotte Körner
- Peter Mosbacher - Ludwig Palfy
- Auguste Punkösdy - Resi
- Senta Wengraf - Irene Gerlach
- Maria Krahn - fru Muthesius
- Gaby Philipp - frk Gerda
- Hans Olden - Dr Strebl
- Rudolf Rhomberg - fotograf Eipeldauer
- Liesl Karlstadt - fru Wagenthaler
- Walter Ladengast - herr Gabele
- Gertrud Wolle - frk Linnekugel
- Gustav Waldau - Dr Sternecker